# Лаута (парк)
Вижте пояснителната страница за други значения на Лаута.
Лау̀та е обществен парк в район „Тракия“ в Пловдив. Площта му е 402 421 м².

## Разположение
Парк „Лаута“ се намира в северната част на жилищен район „Тракия“, южно от бул. „Санкт Петербург“, който е сред основните пътни артерии от центъра на града до квартала.
Западно паркът граничи със стадион „Локомотив“ от спортния комплекс „Локомотив“, където провежда подготовка и домакински срещи футболен клуб „Локомотив“. Също западно паркът граничи със зелени площи (собственост на Аграрния университет) и обект на МО. Южно е в близост до жилищни групи А10 и А12 на квартал „Тракия“, а източно – до А11.

## История
Районът е бил обитаван хилядолетия преди новата ера. Там се е намирало Яса тепе – праисторическо селище от неолита, от което има открити много останки на сгради и предмети от бита.
В по-късни сведения от 1523 г. се казва, че там се е намирало село Лаут (или Лагуд) от каазата Филибе.
В книгата си „Пловдивска хроника“ Никола Алваджиев е поместил снимка, от която се вижда, че в района са били разположени оризища, които са били основен поминък на местното население.
В сведения от началото на XX век е посочено, че там е имало горски насаждения. В периода 1940 – 1944 г. паркът се оформя като специален горски масив от властта, който е бил предназначен за естествен параван на намиращото се на юг летище.
До 1985 г. през парка минава улица за движение на автомобили и автобуси от градския транспорт, която свързва квартала с центъра на града. През 1985 г. е пуснат в действие бул. „Санкт Петербург“ и улицата е затворена за движение. От тогава районът запустява. Съществуващата пътна инфраструктура е амортизирана. Растителните и животински видове са изоставени без грижи и надзор. „Лаута“ става опасно място за преминаване, свърталище на престъпност, мизерия и боклуци.
Парк „Лаута“ е обявен за публична общинска собственост с Акт № 1717/14.06.2011 г.
През май 2013 г. с проект „Обичам природата – и аз участвам“, разработен от районната администрация, и финансиран от ПУДООС, като част от националната кампания „За чиста околна среда – 2013“ на МОСВ, се реализира изграждането на зона за отдих в парк „Лаута“ на площ от 850 кв. метра. Паркът се сдобива с 39 градински пейки. Засаждат се 13 иглолистни и 6 широколистни дървета. През 2014 г. широколистната дървесна растителност в парк „Лаута“ се увеличава с нови 600 броя. Изгражда се поливна система в началото на 2015 г.

## Природа
Територията на парк „Лаута“ е от лесопарков тип. В него има гъсто смесено насаждение от горски видове и сгъстен подраст с трудна проходимост и видимост в зелените площи. С цел попълване и обновяване на фонда през 2013 година се извършва ново планово залесяване. В парка се срещат обичайните за градски парк видове от фауната и флората на България.
Растения
От дървесните видове в парка преобладават широколистните, като най-разпространени от тях са бяла акация, летен дъб, обикновен ясен, бяла бреза, обикновени явор. Срещат се и единични екземпляри от плачеща върба, конски кестен, китайски мехурник, чинар, бял бор.
Ниските растителни видове, които виреят на територията на парка са горска Детелина, Глухарче, Здравец, Бръшлян.
Животни
Гълъби от типа гривяк, катерици и кълвачи са типичните представители на фауната в района. Със съдействието на районната администрация на квартал „Тракия“ се доставят фазани, които са най-новите обитатели на парка през 2014 г.

## Съоръжения
В парка има изградена и добре оформена алейна мрежа, около която са разположени зони за отдих и спорт. Създадени са различни обекти по интереси – барбекюта, беседки, фитнеси на открито, детски площадки, игрища за волейбол, кучешка площадка, сглобяема сцена и атрактивна Айляк зона с хамаци.
Реконструкцията на парка допринася за изграждане на нови чешми с питейна вода и нови пейки за отдих, както и преасфалтиране на алеите. За достъп до парка и в тъмната част на денонощието, по дължина на алеите е изградено стълбово осветление. С цел безопасност на посетителите и опазване на придобивките от вандалски прояви, в парк „Лаута“ е назначена общинска охрана.
На територията на парка са прокарани 6 кросмаршрута с разни дестинации и дължини от 1000 до 2600 м, които са отбелязани в специални карти, поставени по алеите. Има маршрут, лицензиран от Българската федерация по лека атлетика.
В парка са устроени 2 игрища за волейбол. Фитнесите на открито са друга спортна атракция. За децата са изградени площадки, на такава е монтирана шведска въжена кула за катерене.

## Събития
Парк „Лаута“ е подходящо място за разходка, забавление и спорт на хора от целия град и от всички възрасти. А също и за организиране на фирмени, спортни и обществени събития на открито. Някои от тях са традиционни.
- Годишно велошествие за откриване на велосезона (от 2013 г.)[3]
- Участие в инициативата на Община Пловдив под надслов „Чист въздух – това е вашето придвижване!“ от кампанията за устойчива градска мобилност „Европейска седмица на мобилността“ (22 септември 2013 г.)[4]
- Годишно честване празника на район Тракия (от 2013 г.)[5]

През 2014 г. в рамките на празника на квартала се провежда инициативата „Добър ден е едно добро начало“, от която се ражда идеята в парка да се поставят табели с надпис: „Добър ден!“
- Участие в националната кампания „Активна събота“ (2015 г.) [7]